# Plocama dubia
Plocama dubia là một loài thực vật có hoa trong họ Thiến thảo. Loài này được (Aitch. & Hemsl.) M.Backlund & Thulin mô tả khoa học đầu tiên năm 2007.